# Stromateoidei
A Stromateoidei a sugarasúszójú halak (Actinopterygii) osztályába és a sügéralakúak (Perciformes) rendjébe tartozó alrend.

## Rendszerezés
Az alrendbe az alábbi 6 család tartozik:
- Amarsipidae
- Ariommatidae
- kormosmakréla-félék (Centrolophidae)
- félmakrahalfélék (Nomeidae)
- ormosfarkú-félék (Tetragonuridae)
- fedőhalfélék (Stromateidae)